# Atarneus
Atarneus (gr. Ἀταρνεύς) było starożytnym miastem w Eolii w Anatolii. Leży na kontynencie naprzeciwko wyspy Lesbos, na północny wschód od miasta Dikili we współczesnej Turcji.
Atarneus rozwinęło się w IV w. p.n.e., kiedy to było siedzibą rządu Hermiasa z Atarneus, panującego na obszarze od Atarneus do Assos. Miasto zostało opuszczone przez mieszkańców w I w. n.e., prawdopodobnie w wyniku wybuchu nieznanej epidemii.
Miasto jest znane z wielu związków z życiem Arystotelesa. Po śmierci ojca Arystotelesem opiekował się i kształcił go Proxenus z Aterneus, który był prawdopodobnie jego wujem. W Akademii Arystoteles zaprzyjaźnił się z Hermiasem, który był późniejszym władcą Atarneus. Po śmierci Platona Arystoteles chciał pozostać z Hermiasem, w wyniku czego poślubił siostrzenicę Hermiasa Pythię.